# Tadarida ventralis
Tadarida ventralis — вид кажанів родини молосових.

## Середовище проживання
Цей вид широко розповсюджений в Східній і Південній Африці (Демократична Республіка Конго, Еритрея, Ефіопія, Кенія, Малаві, Мозамбік, Судан, Танзанія, Замбія, Зімбабве). Більшість записів з великої висоти (від 1500 м до 2500 м над рівнем моря). Пов'язаний із савановими областями, які містять скелясті ущелини. 